# Мона Баррі
Мона Баррі (англ. Mona Barrie, при народженні Мона Барлі Сміт (англ. Mona Barlee Smith), 18 грудня 1909 — 27 червня 1964) — американська акторка. Відзначена зіркою на Голівудській алеї слави.

## Життєпис
Народилася в Лондоні, а освіту здобула в Австралії, де у 16 років дебютувала як танцюристка в балеті. У 1933 році Баррі іммігрувала в США, де за рік до того дебютувала в кіно в картині «Кароліна».
За наступні 20 років кінокар'єри акторка з'явилася на другорядних понад півсотні фільмів, серед яких «Одна ніч кохання» (1934), «Я зустріла його в Парижі» (1937), «Коли зустрічаються леді» (1941) і «Маска Диявола» (1946). Крім роботи в кіно, Баррі також грала і на театральній сцені, двічі виступивши на Бродвеї.
З 1938 року і до своєї смерті була одружена з канадцем Полом Маклін Болтоном. Мона Баррі померла в Лос-Анджелесі влітку 1964 року в віці 54 років, похована поряд з чоловіком в передмісті Торонто. Її внесок в кіноіндустрію США відзначений зіркою на Голівудській алеї слави.

## Вибрана фільмографія
- 1934 — Одна ніч кохання
- 1936 — Король бурлеску
- 1944 — Буря над Лісабоном